# 直接上昇
直接上昇（ちょくせつじょうしょう、英語: Direct ascent）は、最初に地球軌道上でビークルの組み立てを行ったり、別の着陸ビークルをターゲットボディの周りの軌道に運んだりせずに、月または別の惑星に直接宇宙船を着陸させる方法である。米国のアポロ計画で月面着陸を達成するための最初の方法として提案されたが、とてつもない大型ロケットを開発する必要があったため却下された。

## アポロ計画

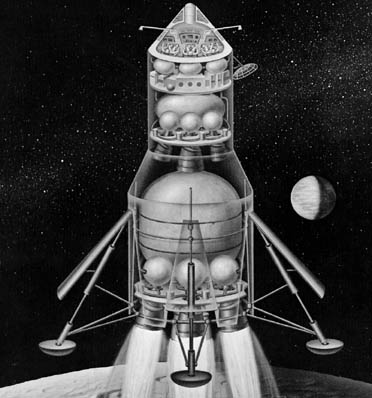
初期のアポロ宇宙船が直接上昇を使用したであろうのアーティストの描写。

アポロ計画は当初、直接上昇が使用されるという仮定に基づいて計画された。これは、あらかじめ月に直接着陸するための着陸モジュールが取り付けられており、尾から先に着陸し、また月から発射されて地球に戻る方法である。3人乗りのアポロ宇宙船を月に直接打ち上げるために、サターンC-8またはNOVAロケットのいずれかの巨大ロケットを開発する必要があった。NASAが検討した他の2つのオプションでは、サターンC-4またはC-5のいずれかのやや小型のロケットが必要であった。これらは地球軌道ランデブーであり、軌道上で直接着陸および帰還船を組み立てるために少なくとも2回の打ち上げが必要であった。月軌道ランデブー（LOR）は、月軌道と地表の間を飛行するための小型の2人用月着陸船を搭載していた。LORは、アポロで成功裏に使用された戦略であった。
ソビエト連邦は、いくつかの直接上昇戦略を検討していたが、最終的にはNASA同様の1人のLK着陸船を備えた2人用ソユーズ宇宙船の方法に落ち着いた。ソビエトは1969年2月21日と7月3日にN1ロケットを打ち上げたが、どちらも失敗している。1969年7月16日、NASAのアポロ11号が打ち上げられ、1969年7月20日に最初の乗務員による月面着陸を成功させた。ソビエトは1972年と1974年にN1の打ち上げをさらに2回試みたが、どちらも成功しなかった。ソビエトのエンジニアリングOKB-52は、直接上昇LK-700船用のUR-700モジュラーブースターの開発を続けた。
SF映画のDestination Moonなどでは、直接上昇ミッションが頻繁に描かれている。

## 参照
- ルネックスプロジェクト（英語版）
- クルーの月着陸船のリスト（英語版）